# Josep Sagré i Pera
Josep Sagré i Pera (Canet de Mar, 1903 - Barcelona, 1980) fou un periodista i crític cinematogràfic català.
Va començar a escriure articles de crítica cinematogràfica a El Mundo Deportivo el 1928 i el 1930 va fundar la revista de cinema El Clarín Cinematográfico. Abans de la guerra civil espanyola va escriure articles sobre cinema a La Humanitat, Ràdio Barcelona (1924-1938), Popular Film (1926-1937), Films Selectos (1930-1937), Cine-Art (1933-1935) i Actualidades Paramount (1935-1936). També fou cap de publicitat a Espanya de Gaumont i treballà pel Cine Fantasio i la Internacional Films de Lluís Cabezas.
Després de la guerra continuà com a crític cinematogràfic a El Noticiero Universal i a Fotogramas, i de 1951 a 1961 fou sotsdirector de Cine Mundo. El 1951 va editar Summa España Films per divulgar el cinema espanyol a l'estranger. El seu prestigi li va permetre formar part del jurat del I Festival Internacional de Cinema de Sant Sebastià (1954). Posteriorment es va dedicar a la comercialització de pel·lícules per les empreses Selecciones Capitolio i Hispamex. Finalment, el 1967 va participar en la fundació de Barcino Films amb Joan Munsó i Cabús (amb qui regentava les sales de cinemes d'art i assaig Savoy i Rialto) i Víctor Sagi i Vallmitjana, que estrenarien en versió traduïda al castellà o en versió original El servent, King & Country, Jules i Jim o La guerre est finie
El 1980 va rebre a títol pòstum un Premi Sant Jordi de Cinematografia especial del jurat per la seva dedicació al cinema.